# Satoshi Shimizu
Satoshi Shimizu, född 13 mars 1986 i Okayama, Japan, är en japansk boxare som tog OS-brons i bantamviktsboxning 2012 i London.